# Kwaliteit (eigenschap)
Kwaliteit is een onderscheidend kenmerk of een standaard. In het eerste geval is dit het geheel van eigenschappen van een object, in het tweede specifiekere is het een positief onderscheidend kenmerk, zoals in kwaliteitskrant, waterkwaliteit en sociale kwaliteit. Het woord is ontleend aan het Latijnse qualitas.

## Definities
Op praktisch vlak wordt het begrip veel gebruikt om bijvoorbeeld technische eigenschappen van een stof en geschiktheid voor een bepaald gebruik aan te duiden.
Enkele andere definities van kwaliteit zijn: 
- de mate van voldoening aan de norm van de klant;
- fitness for use (geschiktheid voor gebruik) van de auteur Joseph Juran;
- performance x acceptance (formule Q = P x A, die de nadruk legt op zowel de kenmerken en performantie (de prestaties) van het product als op de acceptatie en tevredenheid van de klant) van Wim Scharpé;
- conformance to requirements (voldoen aan behoeften / vereisten / standaarden / specificaties) van Phil Crosby;
- het geheel van kenmerken van een entiteit dat betrekking heeft op het vermogen van die entiteit om kenbaar gemaakte en vanzelfsprekende behoeften te bevredigen van het Nederlands Normalisatie Instituut;

## Kwaliteitsmanagement en kwaliteitszorg
Kwaliteitsmanagement vloeit voort uit de overtuiging dat kwaliteit van producten en processen vrijwel altijd het gevolg is van zorgvuldige en nauwkeurige analyse en vervolgens daarop gebaseerde planning. De kwaliteit van een product of proces moet niet meer een toevallige uitkomst zijn, maar iets wat een logisch gevolg is van de beheersing van het proces. Met de groei van de industriële productie ontstond met name in de jaren 1980 een ontwikkeling tot het voortdurend verbeteren of ten minste waarborgen van een bepaald niveau van kwaliteit, de zogenaamde kwaliteitszorg. Dit systeem werd in Japan, met name door Toyota, geperfectioneerd in het Toyota production system, ook wel lean production, waarbij een vast doel van het gehele bedrijf is de kwaliteit continu te verbeteren. Ook total quality management en de kwaliteitscirkel van Deming zijn hierop gebaseerd.

## Kwaliteitsattributen
Kwaliteit heeft kenmerken als: beheerbaarheid, beveiliging, bruikbaarheid, continuïteit, controleerbaarheid, duurzaamheid, functionaliteit, gebruikersvriendelijkheid, herbruikbaarheid, inpasbaarheid, onderhoudbaarheid, prestatie, portabiliteit, testbaarheid, zuinigheid.

## Kwaliteitsmeting
Een apart probleem, naast de uiteenlopende definities van het begrip, is de meting van kwaliteit. De definitie van een aspect van kwaliteit vereist het meetbaar maken, oftewel de mogelijkheid van het vaststellen van een kwantitatief gegeven over het verschil tussen twee objecten op een kwaliteitscriterium. Daarbij tellen onder meer rangorde, relatief verschil en absoluut verschil.

## Normalisatie
Op het vlak van kwaliteit zijn vele normen beschikbaar, opgesteld door diverse wetenschappelijke of overheidsinstituten, zoals:
- Internationale Organisatie voor Standaardisatie (ISO)
- Europese Unie: Europees comité voor Standaardisatie (CEN), opgericht door nationale organisaties waaronder
  -  België: Bureau voor Normalisatie (NBN)
  -  Nederland: NEderlandse Norm (NEN)
  -  Duitsland: Deutsches Institut für Normung (DIN)
  -  Frankrijk: Association française de normalisation (AFNOR)
- USA: American National Standards Institute (ANSI)

De ISO 9000-norm specificeert de vereisten voor een kwaliteitsmanagementsysteem dat de productie van een product of dienst moet ondersteunen. De norm zelf zegt niets over de vraag welke activiteiten uitgevoerd moeten worden zodat het product of de dienst van een hoge kwaliteit wordt, maar hij zegt iets over de vereisten en randvoorwaarden die tijdens het productieproces in de gaten gehouden moeten worden. Veel bedrijven schermen er echter mee dat ze aan deze norm voldoen, om aan te geven dat ze kwaliteit leveren. Zij kunnen hiervoor een certificaat hebben verworven.
Waar ISO 9000 met name over het proces van kwaliteitsmanagement gaat, zijn er ook normen die beschrijven welke eigenschappen een product moet hebben om als kwalitatief aangemerkt te kunnen worden. Een voorbeeld hiervan is de ISO 25010-norm, waarin de kwaliteitsaspecten van software beschreven staan.